# Dvoranci
 Dvoranci  falu Horvátországban Zágráb megyében. Közigazgatásilag Pisarovinához tartozik.

## Fekvése
Zágráb központjától 27 km-re délnyugatra, községközpontjától 3 km-re délkeletre a Kulpa bal partján elterülő síkság és a Vukomerići dombok határán fekszik.

## Története
A falunak 1857-ben 404, 1910-ben 427 lakosa volt. Trianon előtt Zágráb vármegye Pisarovinai járásához tartozott. 2001-ben a falunak 177 lakosa volt.

## Lakosság
| Lakosság változása | Lakosság változása | Lakosság változása | Lakosság változása | Lakosság változása | Lakosság változása | Lakosság változása | Lakosság változása | Lakosság változása | Lakosság változása | Lakosság változása | Lakosság változása | Lakosság változása | Lakosság változása | Lakosság változása |
| ------------------ | ------------------ | ------------------ | ------------------ | ------------------ | ------------------ | ------------------ | ------------------ | ------------------ | ------------------ | ------------------ | ------------------ | ------------------ | ------------------ | ------------------ |
| 1857               | 1869               | 1880               | 1890               | 1900               | 1910               | 1921               | 1931               | 1948               | 1953               | 1961               | 1971               | 1981               | 1991               | 2001               |
| 404                | 444                | 424                | 485                | 430                | 427                | 395                | 422                | 395                | 375                | 357                | 281                | 248                | 222                | 177                |

## Nevezetességei
A Szentháromság tiszteletére szentelt fakápolnája a 18. században épült. Fennmaradt eredeti berendezése és oltárai a Szentháromság főoltár, valamint a Szent Rókus és Szent Flórián tiszteletére szentelt mellékoltárok. Mai formáját 1893-ban az átépítés során nyerte el.